# 함양 화림동 거연정 일원
함양 화림동 거연정 일원(咸陽 花林洞 居然亭 一圓)은 대한민국 경상남도 함양군 서하면 봉전리 일원에 있는 명승이다. 2012년 2월 8일 대한민국의 명승 제86호로 지정되었다.

## 개요
거연정(居然亭, 경남 유형문화재 제433호)은 조선중기 화림재 전시서(全時敍)가 이 곳에 은거하여 지내면서 억새로 만든 정자를 그의 7대손인 전재학 등이 1872년 재건한 것으로, 거연(居然)은 주자의 시 정사잡영(精舍雜詠)12수 중에 '거연아천석(居然我泉石)'에서 딴 것으로 물 과 돌이 어울린 자연에 편안하게 사는 사람이 된다는 뜻이다.
거연정은 정면 3칸, 측면 2칸 규모의 중층 누각 건물이 주변의 기묘한 모양의 화강암 반석, 흐르는 계곡 물 등과 조화를 이루는 등 동천경관을 대표할 만한 명승지이다.
임헌회(任憲晦1811-1876)는 "영남의 명승 중에서 안의삼동(安義三洞)이 가장 빼어나고, 그 중에서도 화림동(花林洞)이 최고이고, 화림동의 명승 중에서 거연정(居然亭)이 단연 으뜸"이라고 거연정 기문에 적고 있다.

## 같이 보기
- 함양 거연정 - 경상남도 유형문화재 제433호

## 참고 자료
- 함양 화림동 거연정 일원 - 국가유산청 국가유산포털